# The Passion of the Jew
«The Passion of the Jew», titulado «La Pasión del judío» en España y «La Pasión de los judíos» en Hispanoamérica, es el tercer capítulo de la octava temporada de South Park. Fue estrenado originalmente el 31 de marzo de 2004.
El episodio y su título es una parodia de La Pasión de Cristo, película dirigida por Mel Gibson, y todas las críticas que recibió. Cartman organiza un club de fanáticos en torno a la película, que termina convirtiéndose en una organización antisemita. Por otro lado Kyle se muestra horrorizado ante su fe judía, y Stan y Kenny se embarcan en una misión para encontrar a Mel Gibson y pedirle que les devuelva el dinero de las entradas, alegando que no pagaron por ver una película sadomasoquista.

## Trama

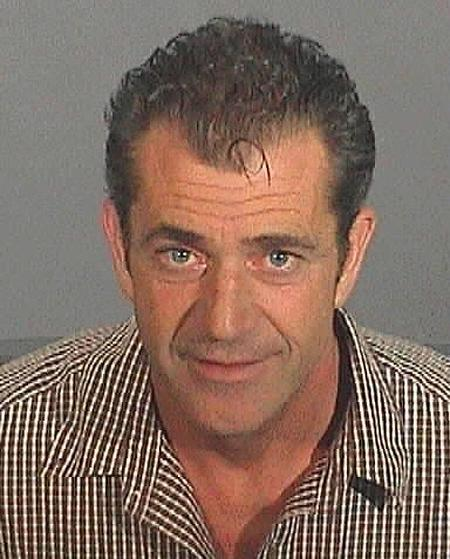
En el capítulo se parodia a Mel Gibson y La Pasión de Cristo.

El episodio comienza con Stan, Kyle, Cartman y Kenny jugando a Star Trek. Cartman se mete con Kyle por ser judío, y ambos discuten. Eric señala que su odio a los judíos queda confirmado con el mensaje de La Pasión de Cristo de Mel Gibson, y le pide a Kyle que vaya al cine a verla, a lo que este accede. Durante la proyección se horroriza de las torturas sufridas por Jesucristo. Consternado por la visión que proyecta la cinta sobre el pueblo judío, Kyle acude a casa de Cartman para decirle que tiene razón.
Las palabras de Kyle satisfacen a Cartman, que reza frente a un póster de Mel Gibson y promete dedicar su vida a llevar las "enseñanzas" de Mel y predicar su palabra, ante un pueblo que está emocionado por el mensaje religioso de la película. En ese sentido, crea un club de fanes del actor y la cinta. Por otro lado, Kyle se encuentra traumatizado y tiene una pesadilla en la que clava lanzas al Jesús crucificado. 
Más tarde, Stan y Kenny también ven La Pasión de Cristo, pero no les gusta porque creen que es una película sadomasoquista y piden que les devuelvan los 18 dólares de sus dos entradas. Al negarse el taquillero, ambos se dirigen a Malibú (California) para personarse ante la casa de Mel Gibson y pedirle su dinero. Stan y Kenny consiguen entrar en el hogar del actor, que se niega a devolverles el dinero y muestra un comportamiento perturbado y sadomasoquista. Mel Gibson persigue como un loco a los dos chicos para matarlos luego de que ellos lograsen robarle el dinero, y cuando estos regresan a South Park en autobús, reaparece con una persecución al estilo de Mad Max 2, conduciendo un camión y con el rostro pintado como en Braveheart.
Mientras tanto, Cartman prepara una reunión del club de fanes en su casa. Aunque los asistentes acuden para celebrar su redescubrimiento de la cristianidad, Cartman tiene una visión distinta de la película y la utiliza para atizar un mensaje antisemita, llegando a vestirse incluso como Adolf Hitler. Cartman sugiere a los asistentes que lleven a todos sus conocidos a ver La Pasión antes de comenzar la "solución final" y los miembros del club, que no tienen ni idea de lo que realmente pretende Eric, se muestran de acuerdo con él. Más tarde, Cartman les hace desfilar y corear consignas antisemitas en alemán, que los vecinos de South Park confunden con arameo.
Por otro lado, las dudas de Kyle respecto a su fe continúan, y en la sinagoga pide a los judíos que se disculpen por la crucifixión de Jesús. Los judíos se sienten ultrajados por el mensaje de La Pasión, y al ver el desfile del club de fanes de Mel Gibson que lidera Cartman, actúan para pedir que retiren la película del cine. En pleno enfrentamiento entre los dos grupos, Mel Gibson y su camión se estrellan en el cine, que explota. Aunque Cartman se arrodilla ante el actor, los vecinos del pueblo y Kyle se sorprenden con el alocado comportamiento del actor, por lo que dejan de tomarle en serio y se marchan a sus casas. Stan le dice a Mel Gibson que está bien ser cristiano pero que debe seguir las enseñanzas de Jesús y jamás enfocarse en su muerte y en consecuencia eso terminaba mal para todos. Por otro lado, Kyle recupera su fe en el judaísmo. El capítulo finaliza con Mel Gibson defecando en la cara de Cartman.

## Producción
El guion fue escrito por Trey Parker, que se inspiró en la repercusión suscitada por La Pasión de Cristo, dirigida por Mel Gibson y protagonizada por Jim Caviezel. La cinta recaudó más de 600 millones de dólares y fue criticada por la comunidad judía, que la consideró antisemita y muy violenta. Gibson defendió la crudeza del film, y señaló que debía ser chocante para reflejar la dureza del sacrificio de Jesucristo. 
El capítulo enfatiza en las críticas por antisemitismo, reflejadas en la figura de Cartman y su odio a Kyle por ser judío. Eric se viste como Adolf Hitler, adopta una estética similar a la empleada por el nazismo y utiliza consignas del régimen, al considerar que la película es una revelación contra el judaísmo. La frase alemana que los vecinos repiten y confunden con arameo es «Wir müssen die Juden ausrotten», que significa "Debemos exterminar a los judíos", una de las principales consignas de Hitler.
Por otra parte, el capítulo satiriza a Mel Gibson, al que retratan como un perturbado y sadomasoquista que no duda en perseguir a Stan y Kenny. En lugar de dibujar una caricatura se escaneó su cara real y se pegó a un cuerpo, técnica usada para otros personajes reales como Saddam Hussein. Durante todas sus apariciones se recuerdan películas del actor, como Braveheart, Rescate o la saga Mad Max, y la escena de la persecución dentro de su casa recuerda a un cortometraje del Pato Lucas, Yankee-Doodle Daffy.

## Recepción
The Passion of the Jew fue uno de los capítulos más valorados y polémicos de la octava temporada de South Park. The New York Times calificó la sátira de «brillante» y consideró que reflejaba fielmente las críticas realizadas a La Pasión de Cristo.
Del mismo modo, varias organizaciones judías lo alabaron. La Liga Antidifamación y la gaceta neoyorquina The Forward lo aclamaron como «la crítica más mordaz a La Pasión hasta la fecha». Comedy Central reemitió el episodio en horario estelar el 9 de agosto de 2006, al poco tiempo de que Gibson fuese arrestado por conducir bajo los efectos del alcohol.